# UFC 153
UFC 153: Silva vs. Bonnar è stato un evento di arti marziali miste organizzato dalla Ultimate Fighting Championship che si è tenuto il 13 ottobre 2012 all'HSBC Arena di Rio de Janeiro, Brasile.

## Retroscena
Inizialmente l'evento principale della serata doveva essere la sfida per il titolo dei pesi piuma UFC tra il campione José Aldo ed Erik Koch, ma prima un infortunio impedì allo sfidante di prendere parte all'incontro venendo sostituito da Frankie Edgar, e poi fu Aldo a dare forfait per lo stesso motivo: di conseguenza il match titolato venne annullato e sostituito con la sfida di pesi mediomassimi tra Anderson Silva e Stephan Bonnar che si offrirono per una sfida a 3 round pur di salvare l'evento che altrimenti sarebbe saltato per intero.
L'evento avrebbe dovuto ospitare la sfida di pesi medi tra Vítor Belfort ed Alan Belcher, ma il primo venne scelto per sfidare il campione dei pesi mediomassimi Jon Jones a UFC 152 ed il secondo s'infortunò.
Il rematch tra Phil Davis e Wagner Prado avrebbe dovuto svolgersi nell'evento UFC on FX: Browne vs. Bigfoot, ma venne scelto di posticiparlo.
Glover Teixeira avrebbe dovuto affrontare Quinton Jackson, ma "Rampage" non poté combattere causa infortunio, e fu difficile trovare un sostituto in quanto nessuno voleva sfidare Teixeira con così poco preavviso, tra questi anche Mauricio Rua e Rashad Evans; alla fine Fabio Maldonado accettò di scontrarsi con Glover.
La sfida tra Gabriel Gonzaga e Geronimo dos Santos saltò dopo una visita medica per dos Santos, trovato positivo all'epatite B.

## Risultati

### Card preliminare
- Incontro categoria Pesi Leggeri:  Cristiano Marcello contro  Reza Madadi

Marcello sconfisse Madadi per decisione divisa (29-28, 28-29, 30-27).
- Incontro categoria Pesi Medi:  Chris Camozzi contro  Luiz Cané

Camozzi sconfisse Cané per decisione unanime (29-28, 29-28, 29-28).
- Incontro categoria Pesi Welter:  Sergio Moraes contro  Renee Forte

Moraes sconfisse Forte per sottomissione (strangolamento da dietro) a 3:10 del terzo round.
- Incontro categoria Pesi Piuma:  Diego Brandão contro  Joey Gambino

Brandão sconfisse Gambino per decisione unanime (30-27, 30-27, 30-27).
- Incontro categoria Pesi Leggeri:  Gleison Tibau contro  Francisco Trinaldo

Tibau sconfisse Trinaldo per decisione unanime (29-28, 29-28, 29-28).
- Incontro categoria Pesi Piuma:  Rony Jason contro  Sam Sicilia

Jason sconfisse Sicilia per KO Tecnico (pugni) a 4:16 del secondo round.

### Card principale
- Incontro categoria Pesi Welter:  Demian Maia contro  Rick Story

Maia sconfisse Story per sottomissione (neck crank) a 2:30 del primo round.
- Incontro categoria Pesi Mediomassimi:  Phil Davis contro  Wagner Prado

Davis sconfisse Prado per sottomissione (strangolamento anaconda) a 4:29 del secondo round.
- Incontro categoria Pesi Welter:  Jon Fitch contro  Erick Silva

Fitch sconfisse Silva per decisione unanime (30-27, 29-28, 29-28).
- Incontro categoria Pesi Mediomassimi:  Glover Teixeira contro  Fabio Maldonado

Teixeira sconfisse Maldonado per KO Tecnico (stop medico) a 5:00 del secondo round.
- Incontro categoria Pesi Massimi:  Antônio Rodrigo Nogueira contro  Dave Herman

Nogueira sconfisse Herman per sottomissione (armbar) a 4:31 del secondo round.
- Incontro categoria Pesi Mediomassimi:  Anderson Silva contro  Stephan Bonnar

Silva sconfisse Bonnar per KO Tecnico (ginocchiata e pugni) a 4:40 del primo round.

## Premi
I seguenti lottatori sono stati premiati con un bonus di 70.000 dollari:
- Fight of the Night:  Jon Fitch contro  Erick Silva
- Knockout of the Night:  Rony Jason
- Submission of the Night:  Antônio Rodrigo Nogueira